# Asherton
Asherton est une municipalité américaine du comté de Dimmit, dans l’État du Texas. Au recensement de 2010, Asherton comptait 1 084 habitants.